# Джага (Карачаево-Черкесия)
Джага́ (карач.-балк. Джагъа) — село в Малокарачаевском районе Карачаево-Черкесской Республики.
Образует муниципальное образование Джагинское сельское поселение, как единственный населённый пункт в его составе.

## География
Село расположено на правом берегу реки Подкумок, у впадения в него реки Эшкакон. Находится в 14 км к западу от Кисловодска и в 75 км к юго-востоку от города Черкесск. На западе фактически слился с районным центром — Учкекен.

## История
Село было основано в 1921 году, в устье реки Эшкакон. Первыми в новом населённом пункте осели карачаевские переселенцы — Кубановы, Тохчуковы, Гочияевы, Хубиевы, Борлаковы и Гаджаевы. Изначально новое село получило название Смирнов-Калеж, в честь революционного деятеля — Смирнова Владимира Михайловича и близлежащей горы Калеж. 
В ноябре 1926 года село Смирнов-Калеж было переименовано в Джагу.

## Население
| 2002  | 2010  | 2012  | 2013  | 2014  | 2015  | 2016  |
| ----- | ----- | ----- | ----- | ----- | ----- | ----- |
| 2509  | ↗2697 | ↗2707 | →2707 | ↘2698 | ↘2650 | ↘2613 |
| 2017  | 2018  | 2019  | 2020  | 2021  | 2023  | 2024  |
| ↗2635 | ↗2653 | ↗2673 | ↗2683 | ↘2375 | ↘2361 | ↘2324 |
| 2025  |       |       |       |       |       |       |
| ↘2308 |       |       |       |       |       |       |

## Инфраструктура
В селе имеется средняя школа, детский сад «Подснежник», аптека, лесхоз, крестьянско-фермерское хозяйство ООО «Алишер». Действует мечеть, в селе 10 улиц и 5 переулка.

## Администрация
Адрес администрации: 369386, Карачаево-Черкеская Республика, Малокарачаевский район, село Джага, ул. Школьная №43..